# Crisia zanzibarensis
Crisia zanzibarensis är en mossdjursart som beskrevs av Brood 1976. Crisia zanzibarensis ingår i släktet Crisia och familjen Crisiidae. Inga underarter finns listade i Catalogue of Life.